# Бубляускас, Роландас Чеслович
Роландас Чеслович Бубляускас (10 сентября 1966, Клайпеда) — советский и литовский футболист, нападающий. Мастер спорта СССР.
Воспитанник литовского Жальгириса. Начинал играть в команде второй лиги «Атлантас» Клайпеда — в 1982—1983 годах провёл пять матчей. В 1984—1986 годах в составе «Жальгириса» сыграл 11 матчей в высшей лиге. В 1986 году вернулся в «Атлантас», на один сезон поднявшийся в первую лигу. В 1990—1991 годах играл в «Сириюсе» Клайпеда, в составе которого стал победителем первого чемпионата Литвы (1990). 1991 год завершил в команде второй советской лиги «Днепр» Могилёв. В сезоне 1991/92 в составе польского клуба «Арка» Гдыня стал победителем IX группы III лиги, в следующем сезоне II лиги провёл три матча. Играл в чемпионате Литвы за клубы «Арас» Клайпеда (1992/93 — 1993/94), «Сириюс»/«ЮР» (1993/94 — 1994/95), «Атлантас» (1995/96 — 1998/99). В 1997 году сыграл несколько матчей за команду третьей российской лиги «Газовик» Оренбург. В дальнейшем играл за «Аргус» Клайпеда (2000/01, 2001/02 — 2002/03) и «Красную звезду» Советск (2001).
На Кубке чемпионов Содружества 1993 играл в составе «Экранаса» Паневежис.
Участник юношеского чемпионата Европы 1984 (до 18 лет) и молодёжного чемпионат мира 1985.
Победитель Спартакиады народов СССР 1983 в составе сборной Литовской ССР.